# Paulo Querido
Paulo Manuel Carreira Querido é um jornalista e escritor Português. Publicou o primeiro livro sobre Internet na década de 1990. Em 2008 cessou uma presença de 18 anos no semanário Expresso e assumiu-se como freelancer e como jornalista-programador. 

## Actividade na web
- Editou a newsletter Hoje[1]
- Criou aplicações para sites de informação, nomeadamente os portugueses Jornal de Negócios (Tópicos), Correio da Manhã (Palavras-chave) e a belga RTL (Topics).
- Em 2006 criou juntamente com Miguel Vitorino o DoMelhor,[2][3][4] um site inspirado no Digg e adaptado do código-fonte aberto do Menéame.[5][6][7]
- Em Outubro de 2020 estabelece a Plural, um grupo de reflexão sobre o espaço europeu, a União Europeia e o federalismo na Europa.[carece de fontes?]

## Obras
- Autor do Livro Homo Conexus - O Que nos Acontece depois de Estarmos Ligados à Internet - editado pela «Editora Centro Atlântico, cuja primeira edição data de Março de 1998.[8]
- Autor do Livro Amizades Virtuais, Paixões Reais - editado pela Editora Centro Atlântico, cuja primeira edição data de Novembro de 2005.[8]
- Co-autor do livro O Fundamental do CorelDraw - editado pela Editora FCA.
- Co-autor da obra O Futuro da Internet - editado pela Editora Centro Atlântico, cuja primeira edição data de Março de 1999.[8]
- Co-autor do Livro Blogs - editado pela Editora Centro Atlântico, cuja primeira edição data de Outubro de 2003.[8]
- Autor convidado para a obra colectiva “Sociedade da Informação – O Percurso Português” editada pela  Associação para a Promoção e Desenvolvimento da Sociedade da Informação (APDSI) em Setembro de 2007.[9]

## Distinções
- Em 2010 foi agraciado com a Medalha de Mérito – Grau Prata da Cidade de Faro [10]